# Ronald Noorman
Ronald Noorman (Hilversum, 16 juni 1951 − Amsterdam, 5 maart 2018) was een Nederlands beeldend kunstenaar.

## Biografie
Ronald Noorman studeerde tussen 1974 en 1978 aan de Gerrit Rietveld Academie te Amsterdam. In deze stad bleef hij daarna werkzaam als beeldend kunstenaar. Hij was tekenaar en graficus. 
Hij exposeerde bij nationaal en internationaal bekende galeries. In 2011 had hij een solotentoonstelling, Solace, in Museum De Pont te Tilburg. Naar aanleiding van deze tentoonstelling wijdde de Canvasconnectie in hetzelfde jaar een aflevering aan Ronald Noorman. 
Zijn werk is opgenomen in verscheidene collecties waaronder die van het Stedelijk Museum Amsterdam, het prentenkabinet van het Rijksmuseum Amsterdam en het Teylers museum te Haarlem. 
Noorman overleed in 2018 op 66-jarige leeftijd.

## Solotentoonstellingen (selectie)
- 1990. Galerie Zonder Titel, Amsterdam (NL)
- 2002. Landjepik, Galerie Espace, Amsterdam (NL)
- 2011. Solace, Museum De Pont, Tilburg (NL)[3]
- 2013. Think your Think (Lee Perry), Galerie Nouvelles Images, Den Haag (NL)
- 2013. XS-Drawings, Wetering Galerie, Amsterdam (NL)
- 2015. ZEESNEEUW, Florian Sundheimer Kunsthandel, München (DE)
- 2016. HNGRKLP, Galerie Kristof de Clercq, Gent (BE)
- 2017. Flatfile Artist, Gallery Joe, Philadelphia (US)

### Groepstentoonstellingen (selectie)
- 1990. Collectie Armando, De Vishal, Haarlem (NL)
- 1997. The One-Line Drawing, UBU Gallery, New York (US)
- 2000. 40 jaar Galerie Nouvelles Images, Galerie Nouvelles Images, Den Haag (NL)
- 2004. Assemblages, Galerie Espace, Amsterdam (NL)
- 2005. Into Drawing, Limerick Art Gallery, Limerick (IE)
- 2007. De keuze van Lucassen, Galerie Ramakers, Den Haag (NL)[4]
- 2011. All about Drawing, Stedelijk Museum Schiedam, Schiedam (NL)
- 2014. Schitterend Isolement, Drawing Center Diepenheim, Diepenheim (NE)
- 2015. Send me a line, Kunstmuseum Bonn, Bonn (DE)
- 2015. Selections from Amsterdam Drawing, Gallery Joe, Philadelphia (US)
- 2017. (It) Works On Paper (II), Galerie Kristof de Clercq, Gent (BE)

## Publicaties (selectie)
- Solace, Den Haag, 2011.
- Tekeningen / Drawings / Zeichnungen / R.N., Den Haag, 2004.
- Werken op papier, Amsterdam, 2000.
- R.N., Amsterdam, 1999.

### Livres de peintre
- Wisława Szymborska , Krijtdiertjes. Gent, Ergo Pers, 2012.
- H.H. ter Balkt, Negende eeuw. Gent, Ergo Pers, 2008.
- Hans Faverey, Sur place. Gent, Ergo Pers, 2006.

### Over Ronald Noorman
- Suzanna Héman, 'In memoriam Ronald Noorman', op: stedelijk.nl, 5 maart 2018.
- Jacqueline de Raad Ronald Noorman, op: ronaldnoorman.nl, 24 mei 2013.
- Anne-Marie Fobelets, De Canvasconnectie. Ronald Noorman. Brussel, 2011 (DVD bij de tentoonstelling in Museum De Pont).

- Gemeinsame Normdatei: 135545765
- International Standard Name Identifier: 0000 0000 2140 9359
- Nederlandse Thesaurus van Auteursnamen: 271500506
- RKD-Nederlands Instituut voor Kunstgeschiedenis: 59895
- Union List of Artist Names: 500451129
- Virtual International Authority File: 50444485
- WorldCat: E39PBJk4DQvwwcmvx36WyMxhpP